# 야나기사와 마사유키
야나기사와 마사유키(일본어: 柳沢 将之, 1979년 8월 27일 ~ )는 일본의 전 축구 선수이다.

## 구단 경력
과거 도쿄 베르디, 세레소 오사카, 사간 도스, 요코하마 FC에서 활동하였다.